# يوم تثليث
يوم تثليث، لبني سُليم على زبيد من مذحج ونهد وجرم القضاعيه ، قال أبو عمرو و أبو عبيدة: جمع العباس بن مرداس السلمي و كان يقال للعبّاس مقطّع الاوتاد جمعا من بني سليم فيه من جميع بطونها، ثم خرج بهم حتى صبّح بني زبيد بتثليث من أرض اليمن بعد تسع و عشرين ليلة،فقتل فقتل فيها عددًا كثيرا،وغنم حتى ملأ.يديه.
```
[
2
]
```

## قصيدة العباس بن مرداس ورد عمرو بن معد يكرب
وقال العباس ابن مرداس :

### دَلالاً وَأُنساً يُهبِطُ العُصمَ آنِسا
وَأَحسَنَ عَهداً لِلمُلِمِّ بِبَيتِها

### فَوارِسُ مِنّا يَحبِسونَ المَحابِسا
قال عمرو بن معد يكرب :
أَعَبَّاسُ لو كانت شِياراً جيادُنا
بِتَثليثَ ما ناصَيتَ بعدي الأحامسا
فيه حْبل ملخبط فالقصايد

## == مصادر
1. ↑  "الاغانی - ابو الفرج الإصفهاني - کتابخانه مدرسه فقاهت". lib.eshia.ir (بالفارسية). مؤرشف من الأصل في 2024-09-22. اطلع عليه بتاريخ 2024-09-22.
2. ↑  الحموي، ياقوت (1 يناير 2011). معجم البلدان 1-7 ج2. Dar Al Kotob Al Ilmiyah دار الكتب العلمية. مؤرشف من الأصل في 2024-09-22.
3. ↑  Jubūrī، Yaḥyá Wuhayyib (1968). ديوان العباس بن مرداس السلمي. دار الجمهورية،. مؤرشف من الأصل في 2024-09-22.